# Cristian Mora
Cristian Rafael Mora Medrano (ur. 26 sierpnia 1979 r. w Vinces w prowincji Los Rios) – ekwadorski piłkarz. Bramkarz w klubie LDU Quito, oraz piłkarskiej reprezentacji Ekwadoru. Obdarzony przydomkiem „Conde”.
Mierzy 185 cm wzrostu.

## Kluby
- Olmedo (1998-1998)
- Club Deportivo Espoli (1999–1999)
- Deportivo Sasquisili (2000–2000)
- Club Deportivo Espoli (2001–2001)
- Deportivo Sasquisili (2002–2002)
- Macará (2003–2004)
- LDU Quito (2004–nadal)